# 8월 15일
8월 15일은 그레고리력으로 227번째(윤년일 경우 228번째) 날이다.

## 사건
- 927년 - 사라센이 타란토를 정복하여 파괴하다.
- 1261년 - 동로마 제국의 황제 미카일 8세가 라틴 제국으로부터 콘스탄티노폴리스를 탈환하다.
- 1415년 - 포르투갈 왕국이 세우타를 공격하다. 세우타가 하루 만에 함락되다.
- 1461년 - 오스만 제국의 공격으로 트라페주스 제국이 무너지다.
- 1519년 - 파나마의 파나마 시가 세워지다.
- 1534년 - 로마 가톨릭교회 소속 수도회인 예수회가 설립되다.
- 1537년 - 파라과이의 아순시온이 세워지다.
- 1903년 - 대한제국, 러시아 제국 정부에 사신을 파견, 정치, 군사동맹을 요청하다.
- 1945년 - 일본 제국 천황이 항복선언을 하다. 제2차 세계 대전 종전.
- 1947년 - 인도, 자와할랄 네루를 총리로 해 독립하다.
- 1948년 - 대한민국, 서울특별자유시 중앙청 광장에서 대한민국 임시정부를 계승하여 대한민국 정부를 수립하다.
- 1953년 - 한국 전쟁으로 인해 부산으로 옮겼던 대한민국 정부가 서울로 돌아옴.
- 1954년 - 대한민국 정부, 이승만 대통령 지시로 전국 댄스홀에 폐쇄령 내리다.
- 1966년 - 베트남 나트랑에 주월한국군 야전사령부 설치하다.
- 1970년 - 대한민국 정부의 평화통일구상선언 발표.
- 1974년 - 육영수 저격 사건, 서울특별시 광복절 기념행사장에서 조총련계 재일동포 문세광이 박정희 대통령을 시해하려다 부인 육영수를 살해한 사건이 발생. 육영수 여사 외에 합창단원인 장봉화 양이 사망.
- 1989년 - 대한민국, 중앙대학교 안성캠퍼스 총학생회장 이내창, 거문도서 의문의 변사체로 발견.
- 1997년 - 대한민국, 김영삼 대통령, 광복절 기념사서 한반도 평화정착 위한 4대 원칙 발표.
- 1998년 - 대한민국, 김대중 대통령, 당면한 국난극복과 민족 재도약을 위한 `제 2건국' 제창.
- 2000년 - 대한민국과 조선민주주의인민공화국, 남북한 이산가족 200명 서울과 평양에서 반세기만에 혈육 상봉.
- 2006년 - 고이즈미 준이치로 일본 총리대신이 한국의 광복절이자 일본의 패전일인 해당 날짜에 야스쿠니 신사 참배를 강행하다.
- 2007년 - 태평양 연안에서 발생한규모 8.0의 지진이 페루를 강타해 514명이 죽고 1090명이 부상당함.
- 2017년 - 아프리카대륙 모리타니의 국기가 변경됨.
- 2019년 - 우랄항공 여객기가 동체착륙함.
- 2021년 - 탈레반이 아프가니스탄을 완전히 정복하고 탈레반 정부를 수립하다.

## 문화
- 1914년 - 파나마 운하 완공하다.
- 1917년 - 러시아 혁명가 블라디미르 레닌, 《국가와 혁명》 완성하다.
- 1946년 - 대한민국 최초의 속옷 제조 업체 한흥메리야스가 설립되다.
- 1948년 - 대한민국, 서울특별자유시에서 한글맞춤법 통일안 발표하다.
- 1949년 - 대한민국의 서울특별자유시가 서울특별시로 개칭됨.
- 1953년 - 코리아헤럴드 창간하다.
- 1954년 - 대한민국 경부선 급행열차 통일호 개통(운행시간 9시간 30분)하다.
- 1961년 - 대한민국의 농협중앙회, 발족하다.
- 1966년 - 동양방송, 서울FM을 동양FM으로 변경.
- 1970년
  - 서울 남산1호터널 개통하다.
  - 대한민국 병무청 발족하다.
- 1974년
  - 대한민국, 경부선 새마을호가 개통되었다.
  - 대한민국 최초의 지하철 서울 지하철 1호선이 개통되었다.
- 1975년 - 대한민국 국회의사당이 준공되다.
- 1987년 - 대한민국, 독립기념관 개관.
- 1995년 - 대한민국, 옛 조선 총독부 건물 철거 공사 시작.
- 2001년 - 거스 히딩크 감독이 이끄는 대한민국이 체코에 0:5 완패를 당하다.
- 2008년 - 제4회 ETPFEST의 둘째날이 되다.
- 2009년 - 제5회 ETPFEST가 개최되다.
- 2010년 - 대한민국의 광화문이 일반 시민들에게 공개되었다.
- 2011년 - 구글이 휴대전화 제조회사인 모토로라 모빌리티를 인수하다.
- 2015년
  - 대한민국이 광복 70주년을 맞이하다.
  - 조선민주주의인민공화국이 표준시를 8월 15일 0시 30분에서 0시로 전환하면서 표준시를 UTC+08:30로 변경하였고, 이 표준시를 '평양시간'으로 칭하게 된다.
- 2017년 - 블리자드 엔터테인먼트가 스타크래프트: 리마스터를 출시했다.
- 2018년 - 대한민국의 NBS 한국농업방송 개국.
- 2025년 - 대한민국이 광복 80주년을 맞이하다.

## 탄생
- 1171년 - 레온과 카스티야의 왕 알폰소 9세. (~1230년)
- 1195년 - 포르투갈의 성직자, 프란치스코회의 수사 안토니오 디 파도바. (~1231년)
- 1769년 - 프랑스의 군인 나폴레옹 보나파르트. (~1821년)
- 1771년 - 영국의 시인, 소설가 월터 스콧. (~1832년)
- 1776년 - 독일의 신고전주의 화가 고틀리프 시크. (~1812년)
- 1860년 - 조선의 독립운동가 최재형. (~1920년)
- 1879년 - 미국의 배우 에설 배리모어. (~1959년)
- 1890년
  - 프랑스의 작곡가 자크 이베르. (~1962년)
  - 미국의 슈퍼센티네리언 엘리자베스 볼든. (~2006년)
- 1892년 - 프랑스의 과학자 루이 드 브로이. (~1987년)
- 1898년 - 대한민국의 독립운동가 김정태. (~1950년)
- 1912년 - 대한민국의 독립운동가 안춘생. (~2011년)
- 1913년 - 대한민국의 기업인, 정치인 김성곤. (~1975년)
- 1917년 - 엘살바도르의 대주교 오스카 아르눌포 로메로. (~1980년)
- 1918년 - 프랑스의 작곡가 레몽 갈루아몽브룅. (~1994년)
- 1924년 - 미국의 보수주의 운동가 필리스 슐래플리. (~2016년)
- 1926년
  - 대한민국의 시인 박인환. (~1956년)
  - 그리스의 제6대 대통령 콘스탄티노스 스테파노풀로스. (~2016년)
- 1928년 - 영국의 영화감독 니콜라스 로그. (~2018년)
- 1931년 - 미국의 화학자, 노벨 화학상 수상자 리처드 F. 헥. (~2015년)
- 1932년 - 미국의 영화배우 애비 돌턴. (~2020년)
- 1939년 - 대한민국의 공무원 황영하. (~2024년)
- 1940년 - 이스라엘의 배우 지브 레바치. (~2025년)
- 1941년 - 대한민국의 정치인 구창림. (~2017년)
- 1944년
  - 대한민국의 배우 홍윤정.
  - 프랑스의 가수, 영화 배우 실비 바르탕.
- 1945년 - 그리스의 육상 선수 요르요스 루바니스. (~2025년)
- 1946년 - 대한민국의 만화가 이상무. (~2016년)
- 1949년 - 대한민국의 교육인 안경수.
- 1950년 - 영국의 지휘자 프린세스 로열 앤.
- 1952년 - 프랑스의 축구인 베르나르 라콩브. (~2025년)
- 1954년 - 스웨덴의 언론인, 작가 스티그 라르손. (~2004년)
- 1955년
  - 대한민국의 교사, 공무원, 정치인 이철우.
  - 대한민국의 경찰, 정치인 가세로.
  - 대한민국의 배우 이영옥.
  - 대한민국의 배구 선수 최삼환. (~2015년)
- 1956년 - 대한민국의 법조인 임정혁.
- 1957년 - 대한민국의 정치인 윤석만.
- 1958년
  - 대한민국의 야구 선수 강흠덕.
  - 대한민국의 해양인 문성혁.
- 1959년 - 대한민국의 정치인 조병길.
- 1963년
  - 대한민국의 배우 유혜리.
  - 대한민국의 전직 축구 선수, 축구 지도자 하성준.
  - 멕시코의 영화 감독 알레한드로 곤살레스 이냐리투.
- 1964년
  - 대한민국의 배우 정흥채.
  - 미국의 기업인 멀린다 게이츠.
  - 헝가리의 레슬링 선수 코마로미 티보르.
- 1965년
  - 대한민국의 정치인, 현 공주시장 김정섭.
  - 대한민국의 배우 송영재.
  - 대한민국의 울산광역시 울주군의원 김민식.
- 1966년
  - 대한민국의 핸드볼 선수 이기순.
  - 대한민국의 작가 정유정.
  - 대한민국의 기업인 방정식.
- 1967년
  - 대한민국의 희극인, MC 이영자.
  - 일본의 정치인 다치바나 다카시.
  - 대한민국의 정치인 이양수.
  - 대한민국의 배우 전현.
- 1968년
  - 대한민국의 법조인 노영희.
  - 대한민국의 배우 박철.
  - 미국의 배우 데브라 메싱.
- 1969년
  - 멕시코의 권투 선수 마리오 곤살레스.
  - 일본의 성우 타카츠카 마사야.
- 1970년
  - 대한민국의 전 야구 선수, 야구 코치 이종범.
  - 미국의 배우 앤서니 앤더슨.
  - 일본의 축구 선수 엔도 마사히로.
- 1971년
  - 대한민국의 배우 김애란.
  - 대한민국의 변호사 장승수.
  - 덴마크의 가수 쾰리 카이.
- 1972년
  - 대한민국의 연극 배우 강현중.
  - 미국의 배우 벤 애플렉.
  - 이탈리아의 펜싱 선수 라파엘로 카세르타.
- 1973년 - 일본의 사업가 다카시마 고헤이.
- 1974년
  - 대한민국의 배우 김철기.
  - 대한민국의 희극인 한상규.
  - 캐나다의 배우 너태샤 헨스트리지.
- 1975년
  - 대한민국의 배우 민준현.
  - 대한민국의 전 야구 선수, 현 야구 코치 조진호.
  - 대한민국의 전 양궁 선수 박경모.
  - 일본의 축구 선수 가와구치 요시카쓰.
- 1976년
  - 네덜란드의 축구 선수 바우더베인 젠던.
  - 대한민국의 요리사 오세득.
- 1978년 - 대한민국의 방송인 신재은.
- 1979년
  - 대한민국의 축구 선수 김유미.
  - 러시아의 권투 선수 카밀 자말루트디노프.
  - 일본의 뮤지션 나오토 인티 레이미.
- 1980년
  - 대한민국의 가수, 배우, 희극인, 방송인 백보람.
  - 대한민국의 야구 선수 김광삼.
  - 대한민국의 야구 선수 최경철.
  - 대한민국의 배우 최민석.
- 1981년
  - 대한민국의 양궁 선수 오진혁.
  - 대한민국의 배우 송지효.
  - 대한민국의 배우 이상윤.
  - 대한민국의 배우 차수연.
  - 대한민국의 희극인 박성광.
- 1982년 - 일본의 배우 하야시 츠요시.
- 1983년
  - 대한민국의 쇼트트랙 선수 박혜원.
  - 일본의 성우 혼다 요코.
  - 프랑스의 태권도 선수 글라디스 에팡그.
  - 일본의 야구 선수 나카무라 다케야.
- 1984년 - 미국의 야구 선수 제로드 다이슨.
- 1985년
  - 대한민국의 배우 박가원.
  - 미국의 배우, 가수 에밀리 키니.
- 1986년
  - 대한민국의 레이싱 모델 정세온.
  - 대한민국의 배우 황선희.
  - 대한민국의 전 야구 선수 이호성.
- 1988년
  - 대한민국의 레이싱 모델 유진.
  - 덴마크의 축구 선수 사네 트뢸스고르.
- 1989년
  - 대한민국의 바둑 기사 김대희.
  - 일본의 배우 오카다 마사키.
  - 미국의 가수 조 조너스 (조나스 브라더스).
  - 오스트레일리아의 축구 선수 라이언 맥가원.
- 1990년
  - 미국의 배우 제니퍼 로렌스.
  - 대한민국의 축구 선수 김경민.
  - 대한민국의 배우 이슬아.
- 1993년
  - 대한민국의 아나운서 백율희.
  - 대한민국의 사격 선수 이은서.
  - 일본의 축구 선수 나카다 아유.
  - 잉글랜드의 축구 선수 앨릭스 옥슬레이드체임벌린.
- 1994년
  - 일본의 수영 선수 하기노 고스케.
  - 대한민국의 태권도 선수 김태훈.
  - 대한민국의 전직 스타크래프트 프로게이머 김영일.
- 1995년
  - 대한민국의 가수 김윤수 (W24).
  - 대한민국의 모델 진정선.
  - 대한민국의 피겨 스케이팅 선수 민유라.
  - 일본의 가수 오구라 유이.
  - 중화인민공화국의 태권도 선수 자오솨이.
  - 미국의 래퍼 치프 키프.
- 1996년 - 대한민국의 가수 조원상.
- 1999년 - 대한민국의 사격 선수 이원호.
- 2000년 - 오스트레일리아의 싱어송라이터 톤스 앤 아이.
- 2001년 - 대한민국의 가수 김예준.
- 2005년 - 대한민국의 야구 선수 전미르.

## 사망
- 423년 - 서로마 제국의 황제 호노리우스. (384년~)
- 1038년 - 헝가리 왕국의 국왕 이슈트반 1세. (975년~)
- 1118년 - 동로마 제국의 황제 알렉시우스 1세. (1048년~)
- 1666년 - 독일의 예수회 선교사이자 로마 가톨릭교회 신부 요한 아담 샬 폰 벨. (1591년~)
- 1799년 - 프랑스의 장군 바르텔레미 카트린 주베르. (1771년~)
- 1920년 - 일제 강점기의 지방 관료 최병혁. (1878년~)
- 1935년 - 프랑스의 화가 폴 시냐크. (1894년~)
- 1967년 - 벨기에의 화가 르네 마그리트. (1898년~)
- 1974년 - 대한민국의 박정희 대통령 영부인 육영수 (1925년~)
- 1975년 - 방글라데시의 초대 대통령 셰이크 무지부르 라흐만. (1920년~)
- 1990년 - 러시아의 한국계 대중음악가 빅토르 초이. (1962년~)
- 2013년 - 대한민국의 연극배우 및 공연제작자 백원길. (1972년~)
- 2016년
  - 대한민국의 만화가 백무현. (1964년~)
  - 잉글랜드의 축구 선수 데일리언 앳킨슨. (1968년~)
  - 일본의 성인 비디오 여배우 아카네 호타루. (1983년~)
- 2018년 - 일본의 만화가 사쿠라 모모코. (1965년~)
- 2019년 - 대한민국의 군인 이병문. (1930년~)
- 2020년
  - 대한민국의 정치인 류길재. (1959년~)
  - 미국의 기업 겸 투자가 로버트 트럼프. (1948년~)
- 2021년 - 독일의 축구인 게르트 뮐러. (1945년~)
- 2023년
  - 브라질의 영화배우 레아 가르시아. (1933년~)
  - 대한민국의 경제학자 윤기중. (1931년~)
- 2024년
  - 대한민국의 정치인 설송웅. (1942년~)
  - 미국의 영화배우 피터 마셜. (1926년~)
- 2025년
  - 대한민국의 성직자 유경촌. (1962년~)
  - 대한민국의 생물학자 윤무부. (1941년~)
  - 대한민국의 신학자 한태동. (1924년~)

## 기념일
- 대한민국에서 1945년 8월 15일은 1910년 대한제국의 멸망 이후 36년간 지속된 일제강점기에서 해방된 것을 기념하는 광복절이다.
- 대한민국에서 1948년 8월 15일은 대한민국 제1공화국 정부가 수립된 날이다.
- 일본에서 8월 15일은 태평양 전쟁이 공식적으로 끝난 날이라 하여 종전의 날이라고 한다.
- 인도와 파키스탄에서 8월 15일은 1947년 영국의 식민통치에서의 해방을 기리는 독립기념일이다.
- 가톨릭교회에서는 성모 승천 대축일이며, 동방 정교회와 오리엔트 정교회에서는 성모 안식 축일이다. 유럽 일부 국가들은 공휴일이다.
- 조국해방기념일: 조선민주주의인민공화국
- 영국 등 서양에서는 대일 전승 기념일로서 VJ Day(Victory over Japan Day)를 8월 15일에 기념한다.

## 같이 보기
- 전날: 8월 14일 다음날: 8월 16일 - 전달: 7월 15일 다음달: 9월 15일
- 음력: 8월 15일
- 모두 보기